# 上海期货交易所
上海期货交易所（英語：Shanghai Futures Exchange），简称上期所，于1999年12月开始运作，由上海金属交易所、上海粮油商品交易所、上海商品交易所统一合并而成。上海期货交易所注册资本为1.25亿人民币，是不以盈利为目的的事业单位法人，采取会员制的组织模式，并接受中国证监会的监督管理。截止至2012年，上海期货交易所共有会员393家。上期所在除西藏外的内地各个省市与自治区都拥有会员或远程交易席位。
2012年，按双边计算，上期所总成交金额为89.20万亿元人民币，同比增长2.63%，占全国总成交金额的26.06%；总成交量为7.31亿手，同比增长18.52%，占全国总成交量的25.19%。交易所总成交金额占全国商品期货市场的46.81%，其中铜的成交金额达32.75万亿元，占全国的17.19%；橡胶的成交金额达30.90万亿元，占全国的16.21%。

## 概况
- 上海期货交易所會址：上海市浦东新区浦电路500号上海期货大厦
- 设立：1999年12月，由上海金属交易所、上海粮油商品交易所、上海商品交易所合并而成。
- 上市交易品种：铜、铝、锌、铅、镍、锡、黄金、白银、縲纹钢、线材、热轧卷板、原油、燃料油、石油沥青和天然橡胶共15个品种的标准合约，还曾经交易过胶合板和籼米。其中“上海铜”的定价在国际上拥有相当大的影响。[來源請求]

## 历史
1992年5月，上海金属交易所成立。根据《国务院关于进一步整顿和规范期货市场的通知》，上期所于1998年8月1日合并组建，1999年5月4日合并交易试营运。
2001年11月14日，上期所日成交合约136224手，成交金额为98.9亿元，创上海期货交易所成立以来日成交最高记录。当日期铜成交114638手，创该品种1992年上市以来日成交历史最高记录。2002年11月1日，上海期货交易所正式加入期货业国际同业组织期货业协会。2004年8月25日，燃料油期货合约挂牌上市交易。
2008年1月9日起，上海期貨交易所加設有黃金期貨。2009年3月27日，钢材期货正式上市交易。2011年12月20日，中国人民银行、公安部、工商总局、银监会、证监会五部门发布《关于加强黄金交易所或从事黄金交易平台管理的通知》。此后上海黄金交易所和上海期货交易所，是中国大陆仅有的两个可以进行黄金交易的交易所（平台）。2012年5月10日起，上海期貨交易所加設有白银期貨。2013年10月9日，经中国证监会批准，石油沥青期货合约在上海期貨交易所上市交易。
2013年12月30日起，铜、铝、铅、锌四个有色金属品种的连续交易将上线运行。2018年3月26日，啟動以人民幣計價的原油期貨交易。
2019年10月31日，上海期货交易所发布公告，同意中国石化炼油销售有限公司“东海牌”70号A级道路石油沥青注册，这标志着中国石化作为最大沥青生产商成功登陆上海期货交易所。12月25日，因为结算系统出现故障，上海期货交易所、大连商品期货交易所、郑州商品交易所宣布，将于22时30分夜盘开市，这比正常夜盘开市时间延迟了1个半小时。
2021年6月21日，上海期货交易所子公司上海国际能源交易中心正式挂牌上线原油期权。原油期权上市首日成交4475手，成交金额5068.57万元。这是中国首批以人民币计价并向境外投资者全面开放的期权品种。
同年7月，上海期货交易所与中国（上海）自由贸易试验区保税区管理局在上海签署战略合作框架协议，统筹发展在岸业务和离岸业务。7月16日，西部矿业股份有限公司锌业分公司生产的“西矿”牌锌锭成功通过上期所交割品牌注册。9月，上海期货交易所与中国城市燃气协会通过线上会议形式，签订战略合作协议。

## 交易时间
- 上午：第一节 9:00-10:15；第二节 10:30–11:30
- 下午：第一节 1:30-3:00